# Tyret'-1
Tyret'-1 (in russo Тыреть-1?) è un insediamento di tipo urbano della Russia, situato nell'Oblast' di Irkutsk.